# Eishockey-Bundesliga 1989/90
Die Saison 1989/90 der Eishockey-Bundesliga war die 32. und zugleich letzte Spielzeit, an der ausschließlich westdeutsche Mannschaften teilnahmen. Die Düsseldorfer EG feierten nach einer 15-jährigen Pause ihre vierte Deutsche Meisterschaft. Nachdem die DEG als Sieger der Vorrunde ins Play-off-Finale eingezogen war, konnte dort der Titelverteidiger SB Rosenheim besiegt werden.

## Voraussetzungen

### Teilnehmer
Folgende zehn Vereine nehmen an der Eishockey-Bundesliga 1989/90 teil (alphabetische Sortierung mit Vorjahresplatzierung):
| Klub                | Standort          | Vorjahr    | Play-offs           |
| ------------------- | ----------------- | ---------- | ------------------- |
| BSC Preussen        | Berlin            | 6.         | Viertelfinale       |
| Düsseldorfer EG     | Düsseldorf        | 4.         | Finale              |
| Eintracht Frankfurt | Frankfurt am Main | 7.         | Viertelfinale       |
| EHC Freiburg        | Freiburg          | 9.         | Relegation 1. Platz |
| Kölner EC           | Köln              | 1.         | Halbfinale 3. Platz |
| EV Landshut         | Landshut          | 8.         | Viertelfinale       |
| Mannheimer ERC      | Mannheim          | 3.         | Halbfinale 4. Platz |
| EC Hedos München    | München           | Aufsteiger | –                   |
| SB Rosenheim        | Rosenheim         | 2.         | Deutscher Meister   |
| Schwenninger ERC    | Schwenningen      | 5.         | Viertelfinale       |

### Modus
Im Vergleich zu den Vorjahren wurde am Modus mit einer Doppelrunde und anschließenden Meisterschafts-Play-offs der besten acht Mannschaften, während die beiden Letztplatzierten in einer Relegationsrunde gegen die besten Teams der 2. Bundesliga antreten mussten, festgehalten.

## Vorrunde

### Abschlusstabelle
|     | Klub                 | Sp | S  | U | N  | Tore    | Punkte |
| --- | -------------------- | -- | -- | - | -- | ------- | ------ |
| 1.  | Düsseldorfer EG      | 36 | 24 | 3 | 9  | 173:110 | 51:21  |
| 2.  | Kölner EC            | 36 | 24 | 3 | 9  | 162:101 | 51:21  |
| 3.  | SB Rosenheim (M)     | 36 | 24 | 1 | 11 | 183:112 | 49:23  |
| 4.  | BSC Preussen         | 36 | 21 | 3 | 12 | 168:118 | 45:27  |
| 5.  | Schwenninger ERC     | 36 | 16 | 6 | 14 | 157:167 | 38:34  |
| 6.  | Eintracht Frankfurt  | 36 | 15 | 5 | 16 | 157:167 | 35:37  |
| 7.  | Mannheimer ERC       | 36 | 15 | 2 | 19 | 125:145 | 32:40  |
| 8.  | EC Hedos München (N) | 36 | 12 | 4 | 20 | 152:179 | 28:44  |
| 9.  | EV Landshut          | 36 | 11 | 2 | 23 | 116:169 | 24:48  |
| 10. | EHC Freiburg         | 36 | 2  | 3 | 31 | 114:239 | 07:65  |

Abkürzungen: Sp = Spiele, S = Siege, U = Unentschieden, N = Niederlagen, (N) = Neuling, (M) = Titelverteidiger

Erläuterungen:       = Play-offs,       = Relegationsrunde.

### Beste Scorer
| Spieler         | Mannschaft          | Spiele | Tore | Assists | Punkte |
| --------------- | ------------------- | ------ | ---- | ------- | ------ |
| Jiří Lála       | Eintracht Frankfurt | 35     | 36   | 39      | 75     |
| Chris Valentine | Düsseldorfer EG     | 36     | 27   | 39      | 66     |
| Tom O’Regan     | BSC Preussen        | 35     | 27   | 32      | 59     |
| Dave Silk       | BSC Preussen        | 35     | 25   | 34      | 59     |
| Ernst Höfner    | SB Rosenheim        | 36     | 20   | 39      | 59     |
| Dale Derkatch   | EC Hedos München    | 28     | 27   | 31      | 58     |
| Mark Jooris     | Eintracht Frankfurt | 34     | 25   | 33      | 58     |
| Gordon Sherven  | SB Rosenheim        | 35     | 36   | 21      | 57     |
| Ken Berry       | EC Hedos München    | 36     | 24   | 33      | 57     |
| Wally Schreiber | Schwenninger ERC    | 36     | 25   | 29      | 54     |

## Relegationsrunde
Die Relegationsrunde wurde in einer Einfachrunde ausgespielt, sodass jede Mannschaft jeweils ein Heim- und ein Auswärtsspiel gegen die übrigen Vereine bestritt.

### Abschlusstabelle
|     | Klub                   | Sp | S  | U | N  | Tore    | Punkte |
| --- | ---------------------- | -- | -- | - | -- | ------- | ------ |
| 1.  | EV Landshut            | 18 | 13 | 2 | 3  | 106:046 | 28:08  |
| 2.  | EHC Freiburg           | 18 | 13 | 1 | 4  | 101:060 | 27:09  |
| 3.  | ESV Kaufbeuren         | 18 | 13 | 0 | 5  | 089:065 | 26:10  |
| 4.  | SV Bayreuth            | 18 | 11 | 3 | 4  | 103:063 | 25:11  |
| 5.  | ECD Sauerland Iserlohn | 18 | 12 | 0 | 6  | 100:075 | 24:12  |
| 6.  | EHC 80 Nürnberg        | 18 | 9  | 0 | 9  | 075:072 | 18:18  |
| 7.  | EHC Essen-West         | 18 | 5  | 1 | 12 | 071:103 | 11:25  |
| 8.  | Duisburger SV          | 18 | 4  | 2 | 12 | 088:122 | 10:26  |
| 9.  | EV Landsberg           | 18 | 3  | 1 | 14 | 058:105 | 07:29  |
| 10. | ESC Wolfsburg          | 18 | 2  | 0 | 16 | 052:132 | 04:32  |

Abkürzungen: Sp = Spiele, S = Siege, U = Unentschieden, N = Niederlagen

Erläuterungen:       = im nächsten Jahr Bundesliga,       = im nächsten Jahr 2. Bundesliga.

### Beste Scorer
| Spieler          | Mannschaft             | Spiele | Tore | Assists | Punkte |
| ---------------- | ---------------------- | ------ | ---- | ------- | ------ |
| Pierre Rioux     | SV Bayreuth            |        | 24   | 27      | 51     |
| Greg Evtushevski | ECD Sauerland Iserlohn |        | 13   | 35      | 48     |
| Warren Harper    | Duisburger SV          |        | 15   | 32      | 47     |
| Craig Laughlin   | EV Landshut            |        | 10   | 37      | 47     |
| Benoît Doucet    | ECD Sauerland Iserlohn |        | 27   | 18      | 45     |

## Play-offs
Alle Play-off-Runden, mit Ausnahme des Spiels um Platz 3, wurden im Modus „Best-of-Five“ ausgespielt.

### Viertelfinale
|                 |   |                     | Serie | 1   | 2   | 3   | 4   | 5   |
| --------------- | - | ------------------- | ----- | --- | --- | --- | --- | --- |
| Düsseldorfer EG | – | Hedos München       | 3:0   | 5:1 | 8:2 | 9:2 | –   | –   |
| Kölner EC       | – | Mannheimer ERC      | 3:0   | 6:3 | 7:2 | 4:1 | –   | –   |
| SB Rosenheim    | – | Eintracht Frankfurt | 3:0   | 6:3 | 8:4 | 7:1 | –   | –   |
| BSC Preussen    | – | Schwenninger ERC    | 2:3   | 2:8 | 4:1 | 2:4 | 6:4 | 3:4 |

### Halbfinale
|                 |   |                  | Serie | 1         | 2         | 3    | 4 | 5 |
| --------------- | - | ---------------- | ----- | --------- | --------- | ---- | - | - |
| Düsseldorfer EG | – | Schwenninger ERC | 3:0   | 14:7      | 5:3       | 10:6 | – | – |
| Kölner EC       | – | SB Rosenheim     | 0:3   | 3:4 n. P. | 3:4 n. V. | 1:3  | – | – |

### Spiele um Platz 3
|                  |   |           | Serie | 1   | 2    |
| ---------------- | - | --------- | ----- | --- | ---- |
| Schwenninger ERC | – | Kölner EC | 9:11  | 7:1 | 2:10 |

### Finale
|                 |   |              | Serie | 1   | 2   | 3   | 4   | 5   |
| --------------- | - | ------------ | ----- | --- | --- | --- | --- | --- |
| Düsseldorfer EG | – | SB Rosenheim | 3:2   | 3:4 | 4:2 | 5:1 | 2:3 | 8:2 |

Damit feierte die Düsseldorfer EG ihren vierten Meistertitel, nachdem der Verein trotz hoher Investitionen zuvor lediglich zwei Vizemeisterschaften im Vorjahr und 1986 hatte gewinnen können.

### Beste Scorer
| Spieler         | Mannschaft       | Spiele | Tore | Assists | Punkte |
| --------------- | ---------------- | ------ | ---- | ------- | ------ |
| Gerd Truntschka | Düsseldorfer EG  | 11     | 10   | 23      | 33     |
| Dieter Hegen    | Düsseldorfer EG  | 11     | 13   | 12      | 25     |
| Grant Martin    | Schwenninger ERC | 10     | 11   | 10      | 21     |
| Oliver Kasper   | Düsseldorfer EG  | 11     | 7    | 14      | 21     |
| Wally Schreiber | Schwenninger ERC | 10     | 7    | 13      | 20     |

## Kader des Deutschen Meisters
| Deutscher Meister Düsseldorfer EG | Torhüter: Helmut de Raaf, Markus Flemming Verteidiger: Mike Schmidt, Christof Kreutzer, Stefan Königer, Andreas Niederberger, Rick Amann, Uli Hiemer, Jürgen Schulz Angreifer: Dieter Willmann, Chris Valentine, Manfred Wolf, Peter John Lee, Oliver Kasper, Gerd Truntschka, Petr Hejma junior, Roy Roedger, Dieter Hegen, Andreas Brockmann, Bernd Truntschka, Lane Lambert Cheftrainer: Peter Johansson, Petr Hejma senior |